# Elecciones federales de México de 2021 en Aguascalientes
Las elecciones federales de México de 2021 en Aguascalientes se llevaron a cabo el domingo 6 de junio de 2021, y en ellas se renovaron los siguientes cargos de elección popular:
- 3 diputados federales. Miembros de la cámara baja del Congreso de la Unión. Tres elegidos por mayoría simple. Todos ellos electos para un periodo de tres años a partir del 1 de agosto de 2021 con la posibilidad de reelección por hasta tres periodos adicionales.

## Resultados electorales

### Diputados Federales por Aguascalientes

#### Diputados electos
- Resultados en negrita indican ganancia de partido.

| Distrito | Candidato                    | Partido | Partido | Resultado | Margen  |
| -------- | ---------------------------- | ------- | ------- | --------- | ------- |
| 1        | Noel Mata Atilano            |         |         | Electo    | 24.2 %  |
| 2        | Mónica Becerra Moreno        |         |         | Electa    | 12.28 % |
| 3        | Paulo Gonzalo Martínez López |         |         | Electo    | 31.86 % |

#### Resultados
|  | 44.54 % |

|  | 25.01 % |

|  | 9.07 % |

|  | 3.88 % |

|  | 3.59 % |

|  | 2.96 % |

|  | 2.80 % |

|  | 2.37 % |

|  | 1.53 % |

|  | 0.82 % |

|  | 3.29 % |

|  | 0.13 % |

|  | 100 % |

## Resultados por Distrito

### Distrito 1. Jesús María
|  | 49.55 % |

|  | 25.35 % |

|  | 6.16 % |

|  | 4.85 % |

|  | 4.04 % |

|  | 3.41 % |

|  | 1.67 % |

|  | 1.16 % |

|  | 3.68 % |

|  | 0.12 % |

|  | 100 % |

### Distrito 2. Aguascalientes
|  | 45.09 % |

|  | 32.81 % |

|  | 7.05 % |

|  | 4.43 % |

|  | 2.53 % |

|  | 2.01 % |

|  | 1.70 % |

|  | 0.73 % |

|  | 3.49 % |

|  | 0.16 % |

|  | 100 % |

### Distrito 3. Aguascalientes
|  | 56.48 % |

|  | 24.62 % |

|  | 7.11 % |

|  | 3.96 % |

|  | 1.50 % |

|  | 1.73 % |

|  | 1.24 % |

|  | 0.54 % |

|  | 2.71 % |

|  | 0.11 % |

|  | 100 % |